# Ea Súp (xã)
Ea Súp là xã của tỉnh Đắk Lắk, Việt Nam.
Thị trấn Ea Súp có diện tích 13,5 km², dân số năm 1999 là 7.484 người, mật độ dân số đạt 554 người/km².